# Türk Dil Kurumu

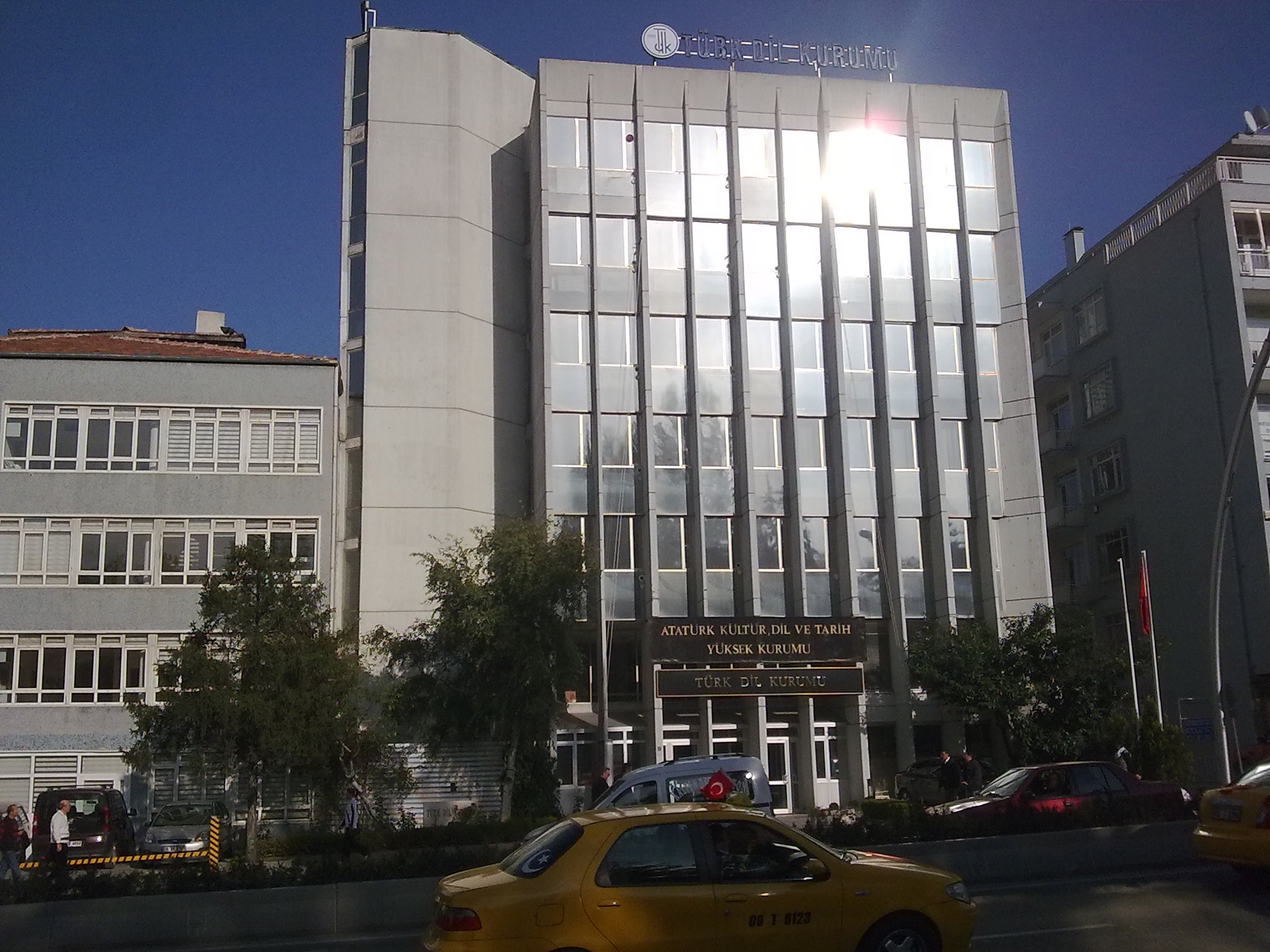
Gebäude der Türkischen Sprachgesellschaft im Jahr 2011

Das Türk Dil Kurumu (TDK, deutsch: „Türkische Sprachgesellschaft“) ist eine  Einrichtung der Republik Türkei zur Reformierung der türkischen Sprache. Leiter des Institutes ist seit 2018 Gürer Gülsevin. Die letzten Vorgänger vor ihm waren Şükrü Halûk Akalın (2001–2012) und Mustafa Sinan Kaçalın (2012–2018).

## Geschichte
Die Vereinigung wurde in der 1923 ausgerufenen Republik Türkei am 12. Juli 1932 unter der Präsidentschaft von Mustafa Kemal Atatürk unter dem Namen Türk Dili Tetkik Cemiyeti gegründet und erhielt 1936 ihren heutigen Namen. Die Gründer der Institution sind Samih Rifat, Ruşen Eşref Ünaydın, Celal Sahir Erozan und Yakup Kadri Karaosmanoğlu. Der erste Präsident der Institution war Samih Rifat und der erste Generalsekretär war Ruşen Eşref Ünaydın. Seit 1983 ist die Gesellschaft Bestandteil der Atatürk Kültür, Dil ve Tarih Yüksek Kurumu („Hohe Atatürk-Gesellschaft für Kultur, Sprache und Geschichte“). Finanziert wurde das Türk Dil Kurumu aus einem Vermächtnis Atatürks. Die türkische Sprach- und die türkische Geschichtsgesellschaft wurden in Atatürks Testament als Erben der Erträge eingesetzt.

## Tätigkeitsbereiche
Hauptaufgabe ist die Standardisierung, Modernisierung und Türkisierung der Sprache. Zu diesem Zweck ersetzt es Wörter arabischen, persischen oder sonstigen Ursprungs durch Neuschöpfungen, die auf türkischen Wortstämmen basieren. Diese werden als Öztürkçe („Kerntürkisch“) bezeichnet. Um geeignete Wortstämme zu finden, betreibt die Gesellschaft umfangreiche linguistische Studien verschiedener Dialekte und anderer Turksprachen. Resultate der Sprachforschung sind verschiedene Wörterbücher. Berühmt wurden das Dialekt-Wörterbuch (Derleme Sözlüğü) und das historische Wörterbuch Tarama Dergisi. Die Wörter bildeten die Grundlage für Neologismen. Diese Neuschöpfungen wurden in der Regel über die Presse bekannt gemacht. Die Hauptzeit der türkischen Sprachreform lag in den 1930er und 1940er Jahren und gipfelte in der nationalistischen Instrumentalisierung der pseudowissenschaftlichen „Sonnensprachtheorie“ (güneş dil teorisi) von Hermann Feodor Kvergić (1895–1948/49), nach der die türkische Sprache eine der Ursprachen sei.
In der Gegenwart betreibt Türk Dil Kurumu keine aktive Sprachpolitik.
Die Gesellschaft ist Mitveranstalter der jährlich stattfindenden Internationalen Türkisch-Olympiaden.

## Publikationen
Die Gesellschaft hat neben Wörterbüchern mehrere hundert Bücher zu linguistischen Themen veröffentlicht. Des Weiteren gibt sie die wissenschaftlichen Zeitschriften Türk Dili, Türk Dili Araştırmaları Yıllığı-Belleten und Türk Dünyası heraus.